# Coupe de l'Outre-Mer 2012
Navigation
Édition précédente
La Coupe de l'Outre-Mer 2012 est la troisième et dernière édition de la Coupe de l'Outre-Mer de football, une compétition de football française créée par la Fédération française de football (FFF) et la Ligue du Football Amateur (LFA) qui oppose les sélections  des différentes ligues de l'Outre-Mer. Cette compétition s'est déroulée en Île-de-France du 22 septembre au 29 septembre 2012.

## Règlement
Dans le cadre de cette compétition, il ne peut y avoir de match nul. Ainsi, si à la fin du temps réglementaire, les deux équipes sont encore à égalité, il n'y a pas de prolongation mais une séance de tirs au but pour désigner le vainqueur du match.
Lors de la phase de poule, les points pour le classement sont attribués de la sorte :
- victoire avant la fin du temps réglementaire : 4 pts
- victoire aux tirs au but : 2 pts
- défaite aux tirs au but : 1 pts
- défaite avant la fin du temps réglementaire : 0 pts

Les vainqueurs de chaque poule s'affrontent en finale pour le gain du trophée.
Les deuxièmes de chaque poule s'affrontent dans le match pour la troisième place. Les troisièmes et quatrièmes de chaque poule s'affrontent respectivement dans le match pour la 5e place et dans le match pour la 7e place.

## Stades et villes d’accueil
| Stade                                    | Ville                      | Département       |
| ---------------------------------------- | -------------------------- | ----------------- |
| Centre technique national Fernand-Sastre | Clairefontaine-en-Yvelines | Yvelines          |
| Parc des Sports                          | Saint-Ouen-l'Aumône        | Val-d'Oise        |
| Stade Bauer                              | Saint-Ouen                 | Seine-Saint-Denis |
| Stade Jean-Bouin                         | Issy-les-Moulineaux        | Hauts-de-Seine    |
| Stade Jean Rolland                       | Franconville               | Val-d'Oise        |
| Stade Louis Mercier                      | Corbeil-Essonnes           | Essonne           |
| Stade Michel-Hidalgo                     | Saint-Gratien              | Val-d'Oise        |
| Stade Montbauron                         | Versailles                 | Yvelines          |

## Participants
Les 8 Ligues Outre-Mer de la Fédération française de football :
- Guadeloupe
- Guyane
- Martinique
- Mayotte
- Nouvelle-Calédonie
- La Réunion
- Saint-Pierre-et-Miquelon
- Tahiti

### Absences
- Saint-Barthélémy
- Saint-Martin
- Wallis-et-Futuna

## Résultats

### Poule A
| Rang | Équipe                   | Pts | J | G | Gt | Pt | P | Bp | Bc | Diff |
| ---- | ------------------------ | --- | - | - | -- | -- | - | -- | -- | ---- |
| 1    | La Réunion               | 12  | 3 | 3 | 0  | 0  | 0 | 14 | 1  | +13  |
| 2    | Guadeloupe               | 8   | 3 | 2 | 0  | 0  | 1 | 18 | 4  | +14  |
| 3    | Guyane                   | 4   | 3 | 1 | 0  | 0  | 2 | 13 | 7  | +6   |
| 4    | Saint-Pierre-et-Miquelon | 0   | 3 | 0 | 0  | 0  | 3 | 1  | 34 | -33  |

|  | Match pour la première place  |
|  | Match pour la troisième place |
|  | Match pour la cinquième place |
|  | Match pour la septième place  |

| 22 septembre 2012 | Guadeloupe | 13 - 0 | Saint-Pierre-et-Miquelon | Stade Montbauron, Versailles            |                                         |
| 14h30             | V. Pascal 13e 37e 44e · D. Mocka 16e · M. Onestas 29e · J-L. Lambourde 51e · T. Bacoul 56e · L. Gotin 63e 73e · S. Zénon 68e 78e 85e · M. Lafortune 75e · J. Eliezer 90e |        |                          | Spectateurs : 300 Arbitrage : Pari Oito | Spectateurs : 300 Arbitrage : Pari Oito |
| 14h30             | Rapport |        |                          | Spectateurs : 300 Arbitrage : Pari Oito | Spectateurs : 300 Arbitrage : Pari Oito |

| 22 septembre 2012 | La Réunion                      | 2 - 0 | Guyane | Stade Montbauron, Versailles                |                                             |
| 17h               | J-M. Fontaine 5e · E. Farro 38e |       |        | Spectateurs : 600 Arbitrage : Bruno Fouquet | Spectateurs : 600 Arbitrage : Bruno Fouquet |
| 17h               | Rapport                         |       |        | Spectateurs : 600 Arbitrage : Bruno Fouquet | Spectateurs : 600 Arbitrage : Bruno Fouquet |

| 24 septembre 2012 | La Réunion | 10 - 0 | Saint-Pierre-et-Miquelon | Stade Bauer, Saint-Ouen                     |                                             |
| 18h               | C. Achelous 3e 28e · M. El-Madaghri 16e 45e · M. Vallant 18e · C. Pythie 23e · D. Audouze 48e (csc) · J-M. Fontaine 69e 76e 80e |        |                          | Spectateurs : 200 Arbitrage : Steeve Zabeau | Spectateurs : 200 Arbitrage : Steeve Zabeau |
| 18h               | Rapport |        |                          | Spectateurs : 200 Arbitrage : Steeve Zabeau | Spectateurs : 200 Arbitrage : Steeve Zabeau |

| 24 septembre 2012 | Guadeloupe                                      | 4 - 2 | Guyane                | Stade Bauer, Saint-Ouen            |                                    |
| 20h30             | D. Mocka 7e 25e · V. Pascal 12e · T. Bacoul 44e |       | 60e 72e C. Dos Santos | Spectateurs : 600 Arbitrage : Ioné | Spectateurs : 600 Arbitrage : Ioné |
| 20h30             | Rapport                                         |       |                       | Spectateurs : 600 Arbitrage : Ioné | Spectateurs : 600 Arbitrage : Ioné |

| 26 septembre 2012 | La Réunion            | 2 - 1 | Guadeloupe   | Stade Jean Rolland, Franconville              |                                               |
| 19h30             | J-M. Fontaine 10e 82e |       | 60e D. Mocka | Spectateurs : 1 000 Arbitrage : Bruno Fouquet | Spectateurs : 1 000 Arbitrage : Bruno Fouquet |
| 19h30             | Rapport               |       |              | Spectateurs : 1 000 Arbitrage : Bruno Fouquet | Spectateurs : 1 000 Arbitrage : Bruno Fouquet |

| 26 septembre 2012 | Guyane | 11 - 1 | Saint-Pierre-et-Miquelon | Parc des Sports, Saint-Ouen-l'Aumône   |                                        |
| 19h30             | G. Pigrée 5e 11e 44e 63e (pen.) 90e · S. Clet 30e 58e · A. Pikiento 77e (pen.) · F. Sampain 80e (pen.) · S. Lespérance 84e · J. Torvic 89e |        | 68e K. Mathiaud          | Spectateurs : 50 Arbitrage : Pari Oito | Spectateurs : 50 Arbitrage : Pari Oito |
| 19h30             | Rapport |        |                          | Spectateurs : 50 Arbitrage : Pari Oito | Spectateurs : 50 Arbitrage : Pari Oito |

### Poule B
| Rang | Équipe             | Pts | J | G | Gt | Pt | P | Bp | Bc | Diff |
| ---- | ------------------ | --- | - | - | -- | -- | - | -- | -- | ---- |
| 1    | Martinique T       | 8   | 3 | 2 | 0  | 0  | 1 | 7  | 3  | +4   |
| 2    | Mayotte            | 8   | 3 | 2 | 0  | 0  | 1 | 5  | 4  | +1   |
| 3    | Tahiti             | 8   | 3 | 2 | 0  | 0  | 1 | 5  | 5  | 0    |
| 4    | Nouvelle-Calédonie | 0   | 3 | 0 | 0  | 0  | 3 | 0  | 5  | -5   |

|  | Match pour la première place  |
|  | Match pour la troisième place |
|  | Match pour la cinquième place |
|  | Match pour la septième place  |

| 22 septembre 2012 | Tahiti                          | 1 - 3 | Mayotte                                           | Stade Jean-Bouin, Issy-les-Moulineaux, Hauts-de-Seine |                           |
| 15h               | A. Teriitau 81e · R. Degage 84e |       | 29e 45e 59e C. Attoumani · 69e, 81e M. Colo Vitta | Arbitrage : Steeve Zabeau                             | Arbitrage : Steeve Zabeau |
| 15h               | Rapport                         |       |                                                   | Arbitrage : Steeve Zabeau                             | Arbitrage : Steeve Zabeau |

| 22 septembre 2012 | Martinique          | 2 - 0 | Nouvelle-Calédonie | Stade Jean-Bouin, Issy-les-Moulineaux, Hauts-de-Seine |                                             |
| 17h30             | K. Parsemain 7e 83e |       |                    | Spectateurs : 700 Arbitrage : Marius Quenet           | Spectateurs : 700 Arbitrage : Marius Quenet |
| 17h30             | Rapport             |       |                    | Spectateurs : 700 Arbitrage : Marius Quenet           | Spectateurs : 700 Arbitrage : Marius Quenet |

| 24 septembre 2012 | Nouvelle-Calédonie | 0 - 2 | Mayotte              | Stade Louis Mercier, Corbeil-Essonnes, Essonne |                                          |
| 18h15             |                    |       | 73e 90e C. Attoumani | Spectateurs : 150 Arbitrage : Guy Prevot       | Spectateurs : 150 Arbitrage : Guy Prevot |
| 18h15             | Rapport            |       |                      | Spectateurs : 150 Arbitrage : Guy Prevot       | Spectateurs : 150 Arbitrage : Guy Prevot |

| 24 septembre 2012 | Martinique                                  | 2 - 3 | Tahiti                                          | Stade Louis Mercier, Corbeil-Essonnes, Essonne |                                       |
| 21h               | J. Delem 7e · J. Berdix 59e · S. Gustan 80e |       | 46e 80e A. Tehau · 67e S. Atani · 89e R. Degage | Spectateurs : 700 Arbitrage : M. Madi          | Spectateurs : 700 Arbitrage : M. Madi |
| 21h               | Rapport                                     |       |                                                 | Spectateurs : 700 Arbitrage : M. Madi          | Spectateurs : 700 Arbitrage : M. Madi |

| 26 septembre 2012 | Nouvelle-Calédonie | 0 - 1 | Tahiti           | Stade Jean Rolland, Franconville, Val-d'Oise |                                          |
| 17h               | M. Kayara 76e      |       | 63e S. Chong Hue | Spectateurs : 200 Arbitrage : Guy Prevot     | Spectateurs : 200 Arbitrage : Guy Prevot |
| 17h               | Rapport            |       |                  | Spectateurs : 200 Arbitrage : Guy Prevot     | Spectateurs : 200 Arbitrage : Guy Prevot |

| 26 septembre 2012 | Martinique                                         | 3 - 0 | Mayotte | Parc des Sports, Saint-Ouen-l'Aumône, Val-d'Oise |                                             |
| 17h               | K. Parsemain 29e · K. Tresfield 32e · S. Abaul 48e |       |         | Spectateurs : 300 Arbitrage : Marius Quenet      | Spectateurs : 300 Arbitrage : Marius Quenet |
| 17h               | Rapport                                            |       |         | Spectateurs : 300 Arbitrage : Marius Quenet      | Spectateurs : 300 Arbitrage : Marius Quenet |

### Matchs de classement

#### Match pour la7eplace
| 28 septembre 2012 | Saint-Pierre-et-Miquelon      | 1 - 16 | Nouvelle-Calédonie | Centre technique national Fernand-Sastre, Clairefontaine-en-Yvelines, Yvelines |                                         |
| 14h               | X. Delamaire 49e · Halili 56e |        | 7e (csc) ? · 13e 69e (pen.) L. Whanyamalla · 20e 60e R. Kayara · 24e 28e 53e (pen.) 56e J. Haeko · 37e I. Kabeu · 38e 85e B. Kaï · 41e D. Kauma · 48e Y. Mercier · 76e É. Béaruné · 80e G. Béaruné · 84e C. Moagou | Spectateurs : 50 Arbitrage : Guy Prevot                                        | Spectateurs : 50 Arbitrage : Guy Prevot |
| 14h               | Rapport                       |        | | Spectateurs : 50 Arbitrage : Guy Prevot                                        | Spectateurs : 50 Arbitrage : Guy Prevot |

#### Match pour la5eplace
| 28 septembre 2012 | Guyane                      | 2 - 1 | Tahiti               | Centre technique national Fernand-Sastre    |                                             |
| 16h30             | S. Sophie 33e · S. Clet 61e |       | 78e (pen.) N. Vallar | Spectateurs : 100 Arbitrage : Bruno Fouquet | Spectateurs : 100 Arbitrage : Bruno Fouquet |
| 16h30             | Rapport                     |       |                      | Spectateurs : 100 Arbitrage : Bruno Fouquet | Spectateurs : 100 Arbitrage : Bruno Fouquet |

#### Match pour la3eplace
| 29 septembre 2012 | Guadeloupe    | 1 - 0 | Mayotte | Stade Michel-Hidalgo, Saint-Gratien         |                                             |
| 15h               | V. Pascal 74e |       |         | Spectateurs : 400 Arbitrage : Marius Quenet | Spectateurs : 400 Arbitrage : Marius Quenet |
| 15h               | Rapport       |       |         | Spectateurs : 400 Arbitrage : Marius Quenet | Spectateurs : 400 Arbitrage : Marius Quenet |

#### Finale
| 29 septembre 2012 | La Réunion                                       | 2 - 2 | Martinique                      | Stade Michel-Hidalgo, Saint-Gratien             |                                                 |
| 17h30             | J. Lionel 35e · J-M. Fontaine 45e · E. Farro 68e |       | 6e K. Tresfield · 52e S. Gustan | Spectateurs : 5 000 Arbitrage : Lionel Jaffredo | Spectateurs : 5 000 Arbitrage : Lionel Jaffredo |
| 17h30             | Rapport                                          |       |                                 | Spectateurs : 5 000 Arbitrage : Lionel Jaffredo | Spectateurs : 5 000 Arbitrage : Lionel Jaffredo |
| 17h30             | Tirs au but 10 - 9                               |       |                                 | Spectateurs : 5 000 Arbitrage : Lionel Jaffredo | Spectateurs : 5 000 Arbitrage : Lionel Jaffredo |

## Classement des buteurs
88 buts en 16 matchs soit 5.5 buts de moyenne par match
7 buts
- La Réunion Jean-Michel Fontaine

5 buts
| - Guyane Gary Pigrée | - Guadeloupe Vladimir Pascal | - Mayotte Chamsidine Attoumani |

4 buts
- Guadeloupe Dominique Mocka

3 buts
| - Guyane Stéphan Clet - Guadeloupe Samuel Zénon | - Nouvelle-Calédonie Jacques Haeko - Martinique Kévin Parsemain |  |

2 buts
| - Guyane Cléberson Martins dos Santos - Guadeloupe Teddy Bacoul - Guadeloupe Ludovic Gotin - Martinique Steeve Gustan | - Martinique Kévin Tresfield - Nouvelle-Calédonie Bertrand Kaï - Nouvelle-Calédonie Roy Kayara - Nouvelle-Calédonie Luther Whanyamalla | - La Réunion Christopher Achelous - La Réunion Éric Farro - La Réunion Mohamed El-Madaghri - Tahiti Alvin Tehau |

1 but
| - Guyane Serge Lespérance - Guyane André Pikiento - Guyane Françoi Sampain - Guyane Samuel Sophie - Guyane Joffrey Torvic - Guadeloupe Mathias Babel - Guadeloupe Michel Lafortune - Guadeloupe Jean-Luc Lambourde | - Martinique Stéphane Abaul - Martinique Jordy Delem - Nouvelle-Calédonie Emile Béaruné - Nouvelle-Calédonie Georges Béaruné - Nouvelle-Calédonie Iamel Kabeu - Nouvelle-Calédonie Dick Kauma - Nouvelle-Calédonie Yoann Mercier - Nouvelle-Calédonie Cédric Moagou | - La Réunion Christopher Pythie - La Réunion Mickaël Vallant - Saint-Pierre-et-Miquelon Xavier Delamaire - Saint-Pierre-et-Miquelon Kévin Mathiaud - Tahiti Stanley Atani - Tahiti Steevy Chong Hue - Tahiti Roihau Degage - Tahiti Nicolas Vallar |

1 c.s.c
| - Saint-Pierre-et-Miquelon Davide Audouze (contre la Réunion) | - Saint-Pierre-et-Miquelon Inconnu (contre la Nouvelle-Calédonie) |  |